# Роберт Браянт (ватерполіст)
Роберт Браянт (англ. Robert Bryant, 14 червня 1958) — австралійський ватерполіст.
Учасник Олімпійських Ігор 1980, 1984 років.